# ソ連防空軍

ソ連防空軍の旗

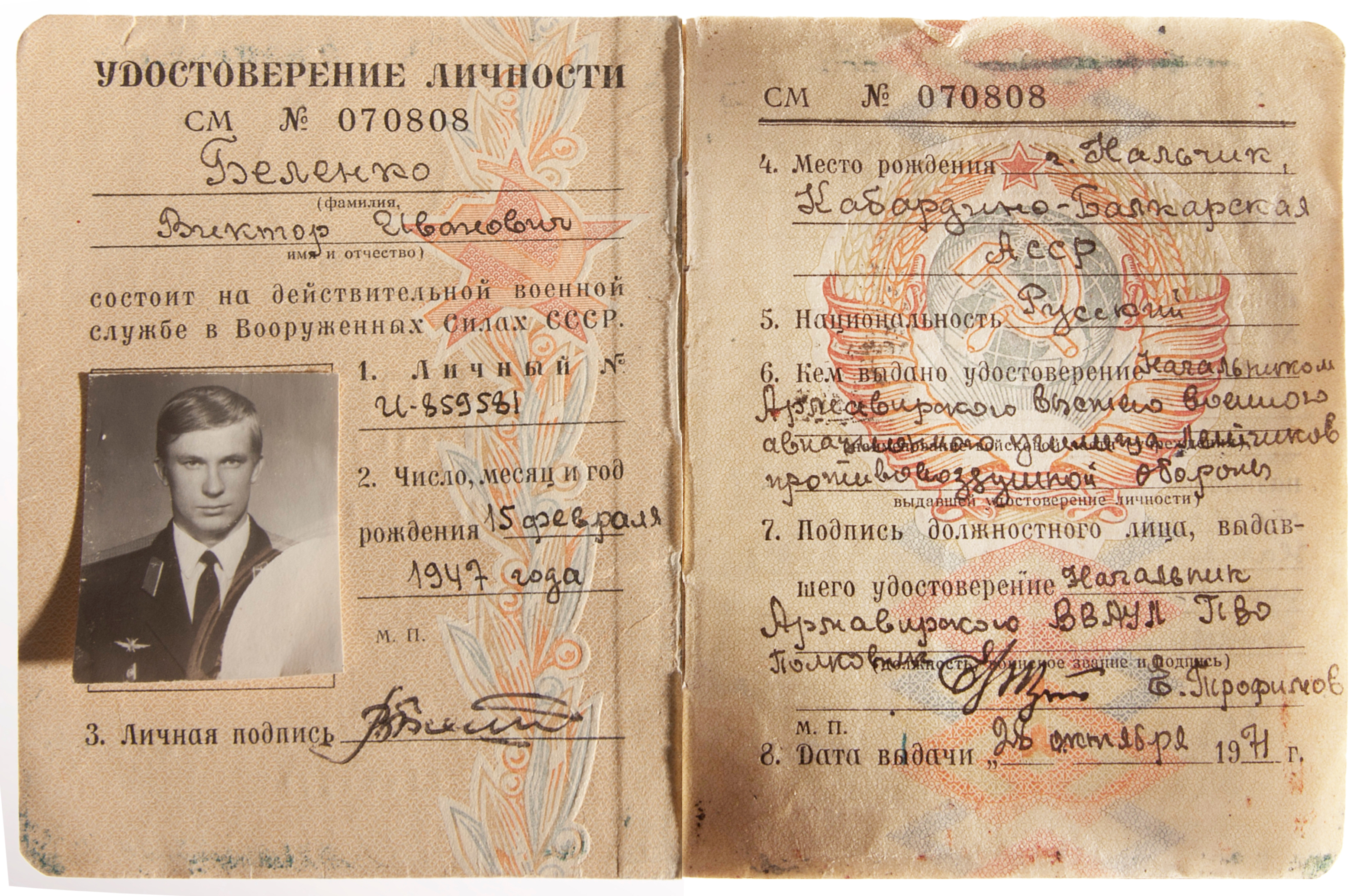
防空軍パイロット（ヴィクトル・ベレンコ）の身分証明書

ソビエト連邦防空軍（ソビエトれんぽうぼうくうぐん、ロシア語: Войска́ противовозду́шной оборо́ны Вооружённых сил СССР、Войска́ ПВО ВС СССР）は、ソビエト連邦軍の軍種のひとつ。たんに防空軍とも呼ばれる。1948年から1981年までは国土防空軍（こくどぼうくうぐん、Войска́ противовозду́шной оборо́ны страны́、Войска́ ПВО страны́）と呼ばれていた。
空軍とは異なる組織であり、空軍・海軍・陸軍と同格の独立した軍種であった。

## 概要

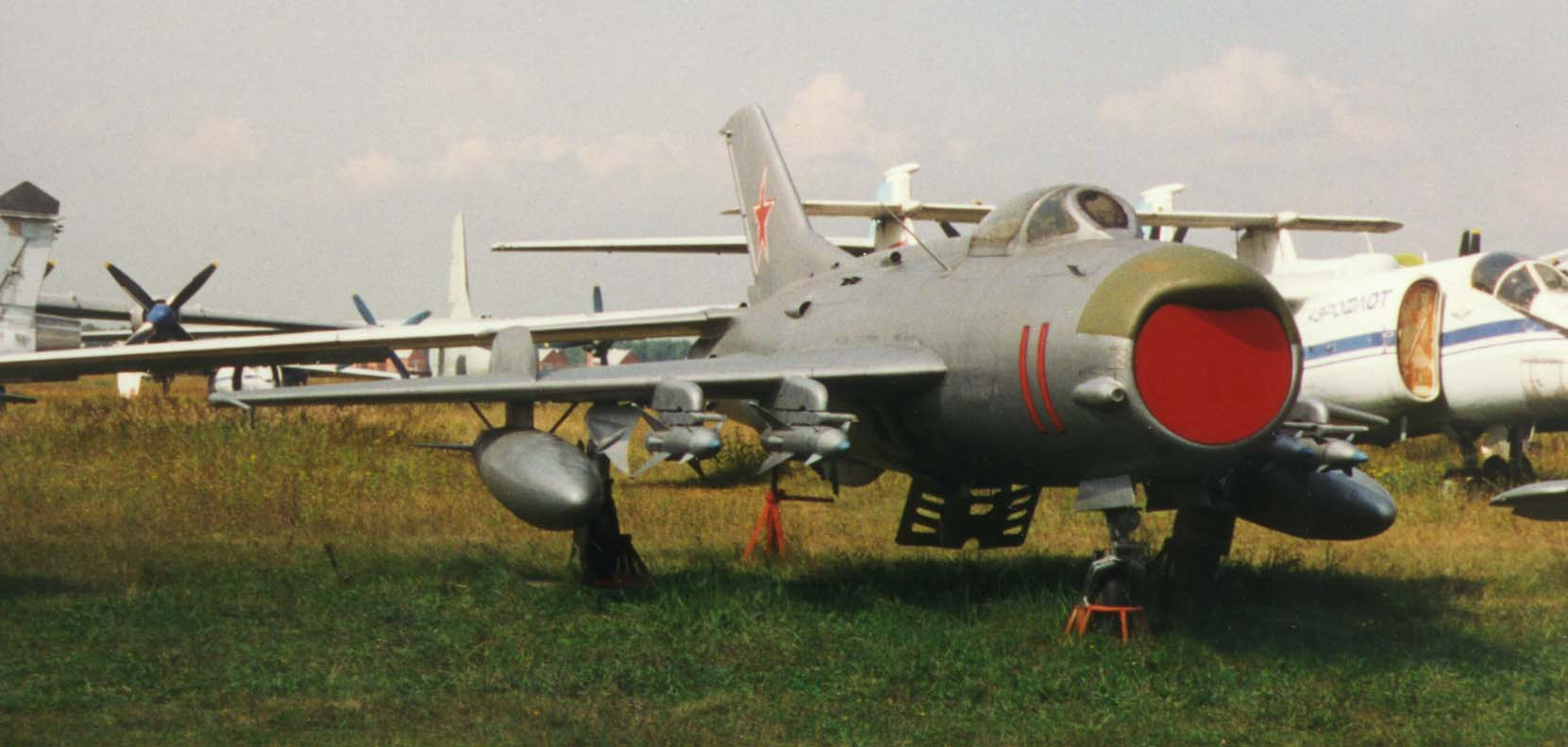
MiG-19PM迎撃戦闘機

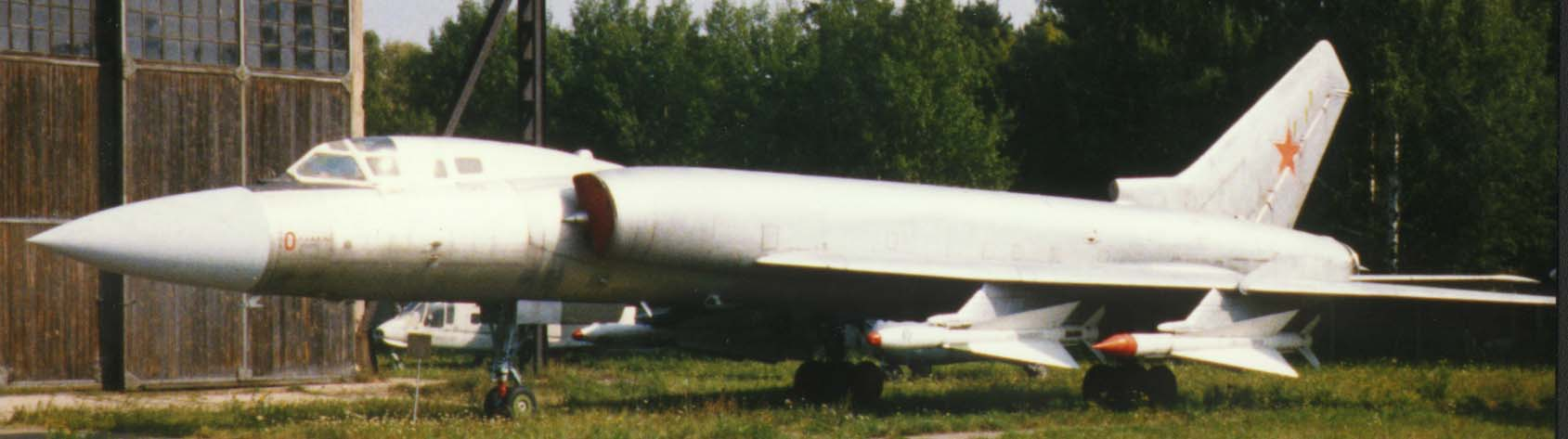
Tu-128迎撃戦闘機

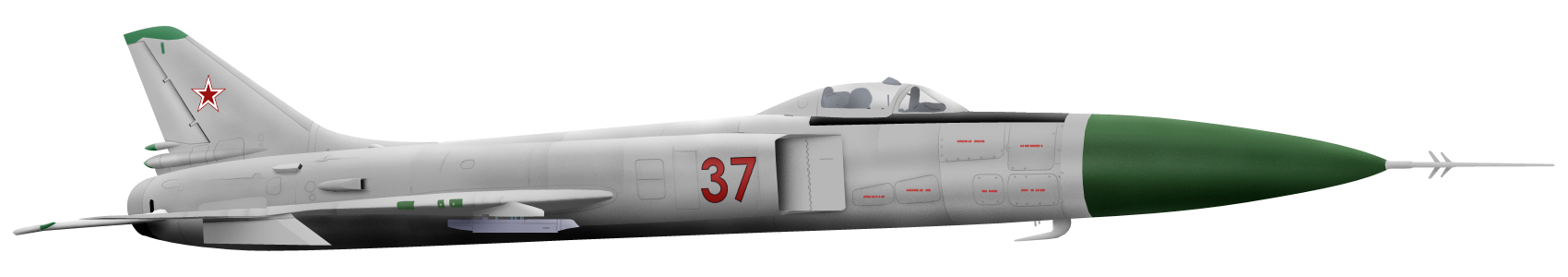
Su-15bis迎撃戦闘機

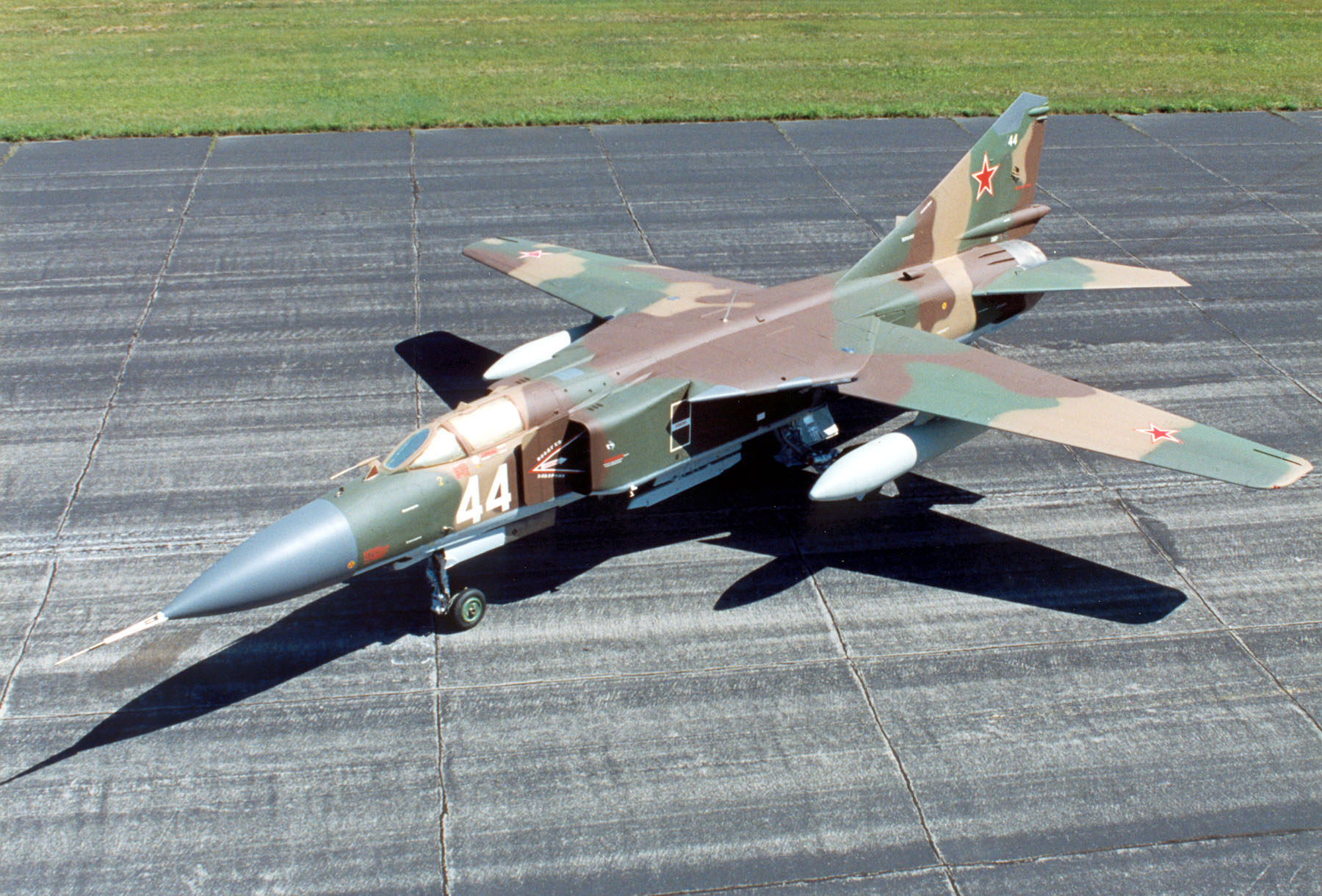
MiG-23MLD多目的戦闘機

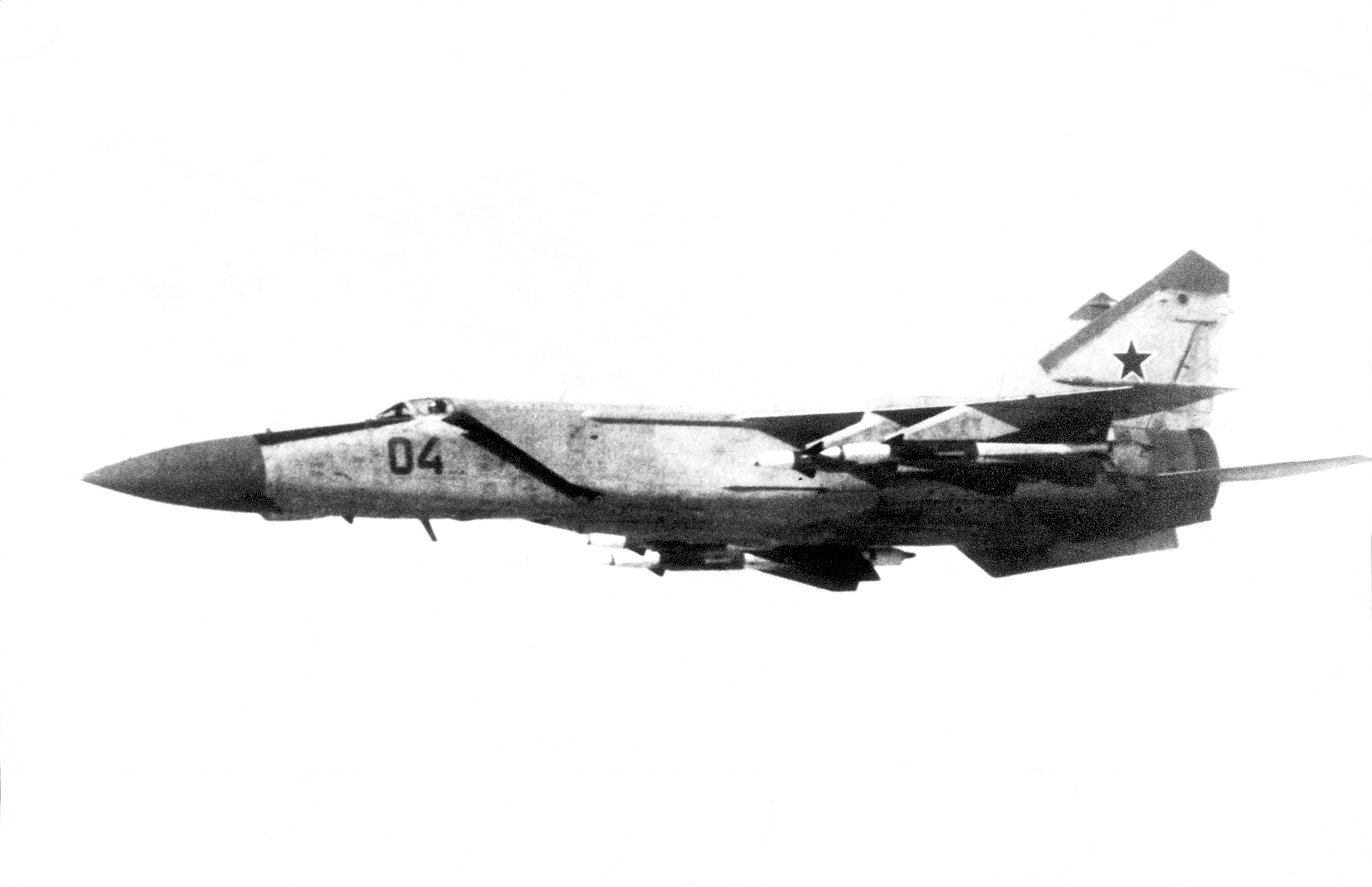
MiG-25PD迎撃戦闘機

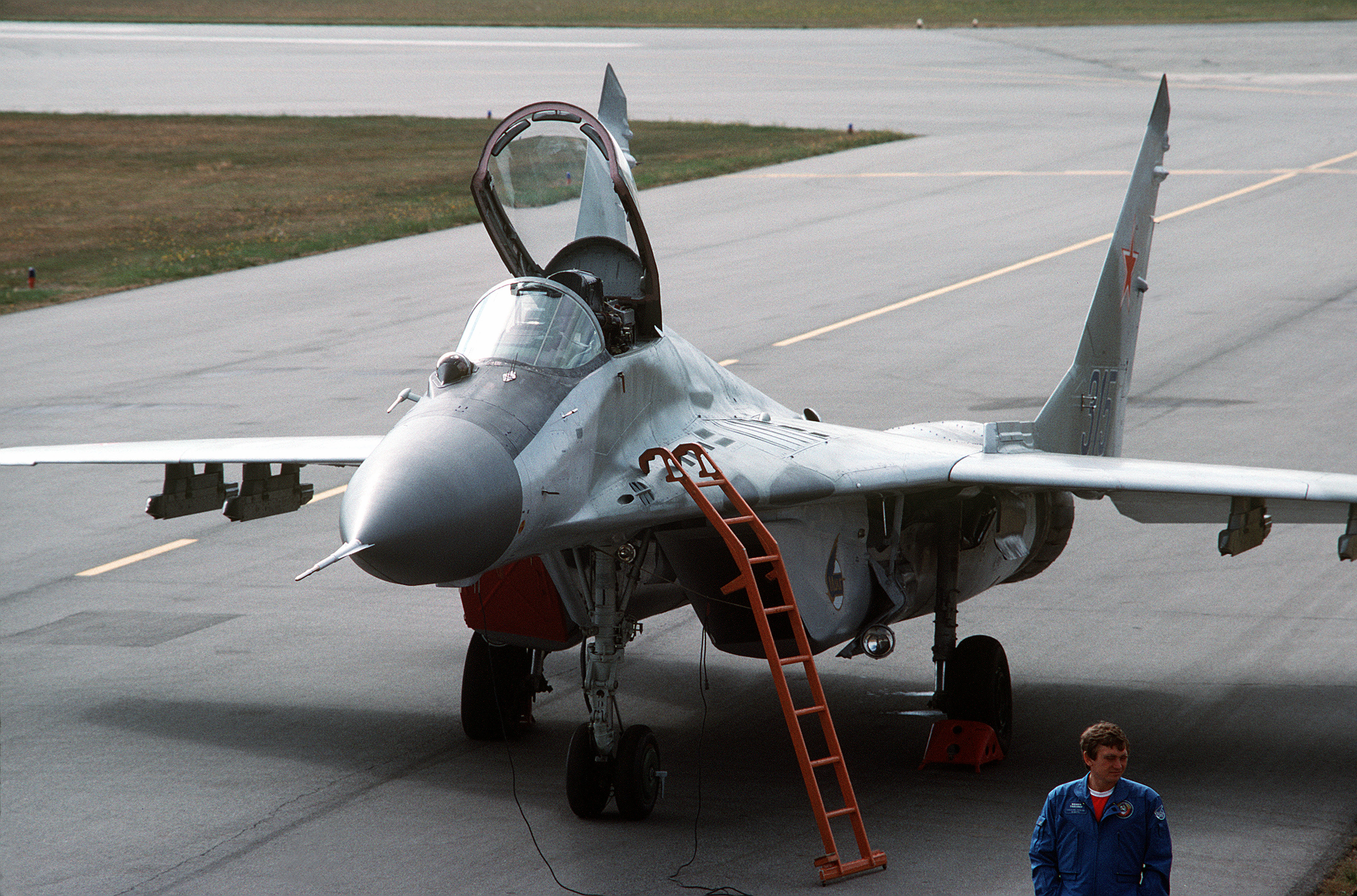
MiG-29多目的戦闘機

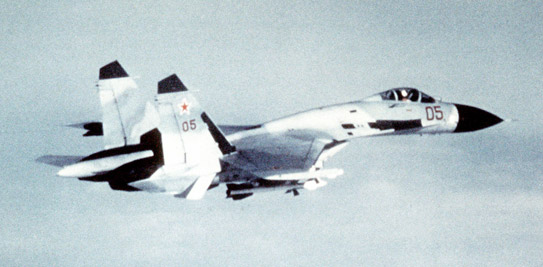
Su-27多目的戦闘機

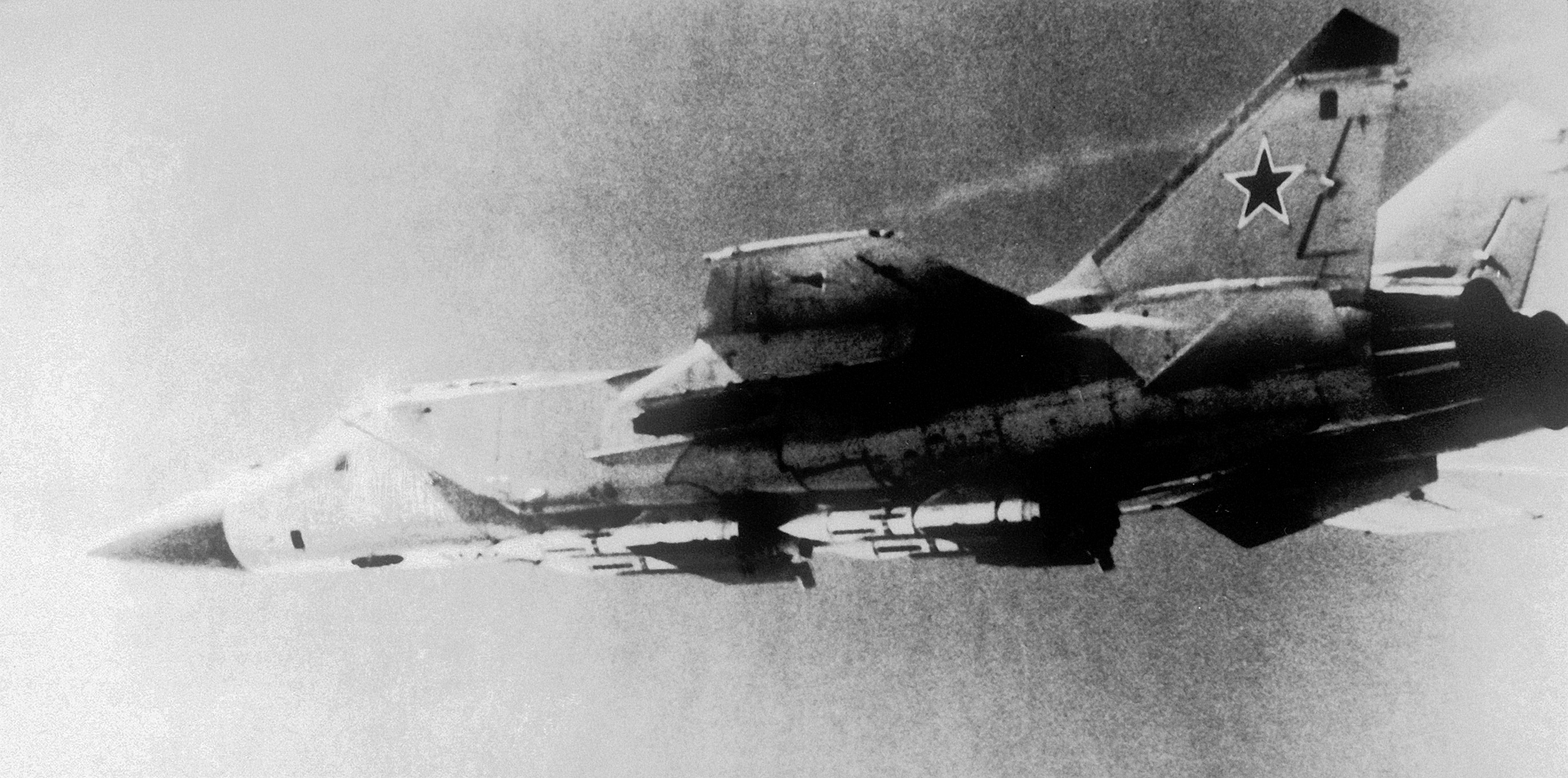
MiG-31迎撃戦闘機

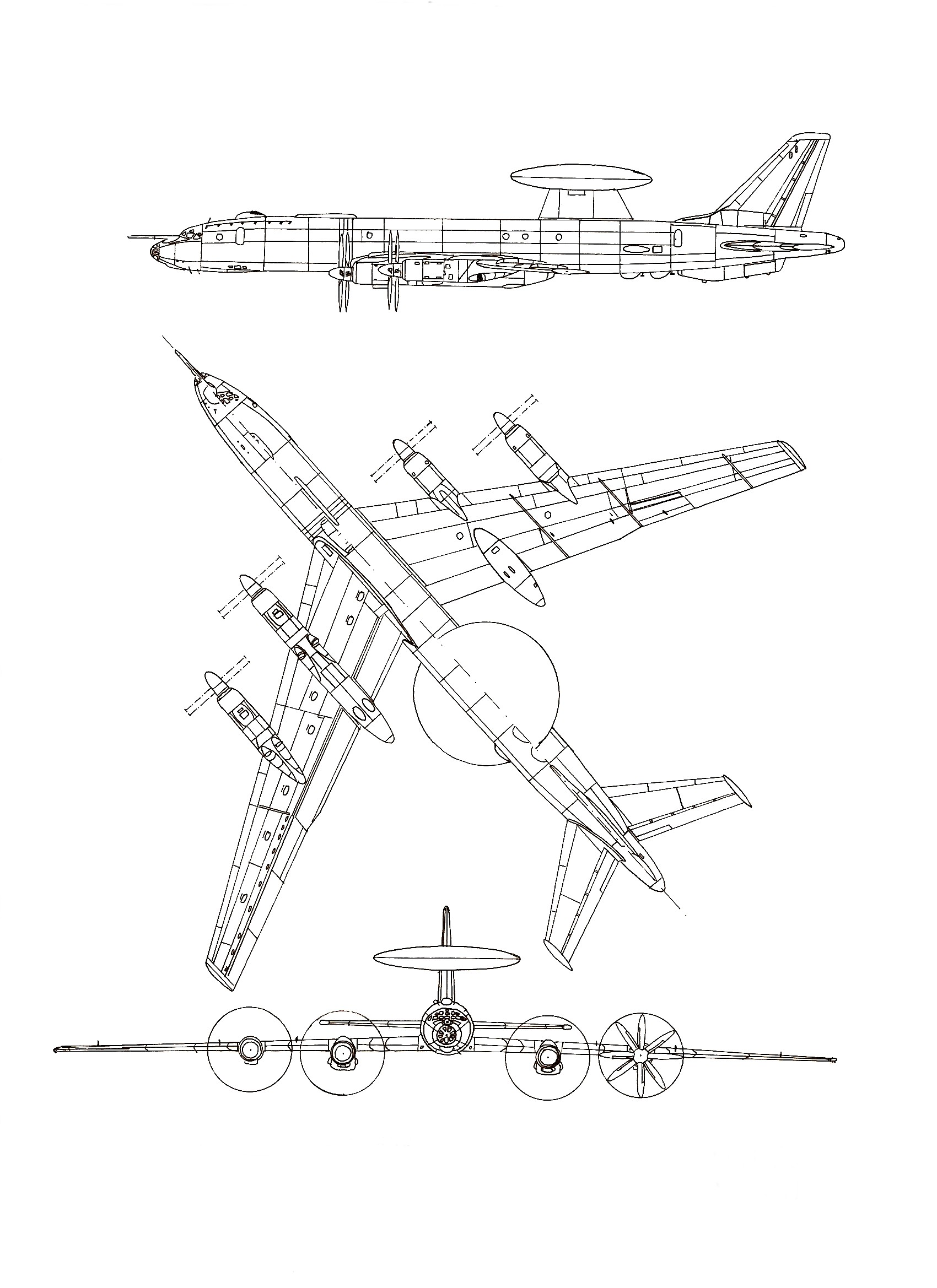
Tu-126早期警戒機

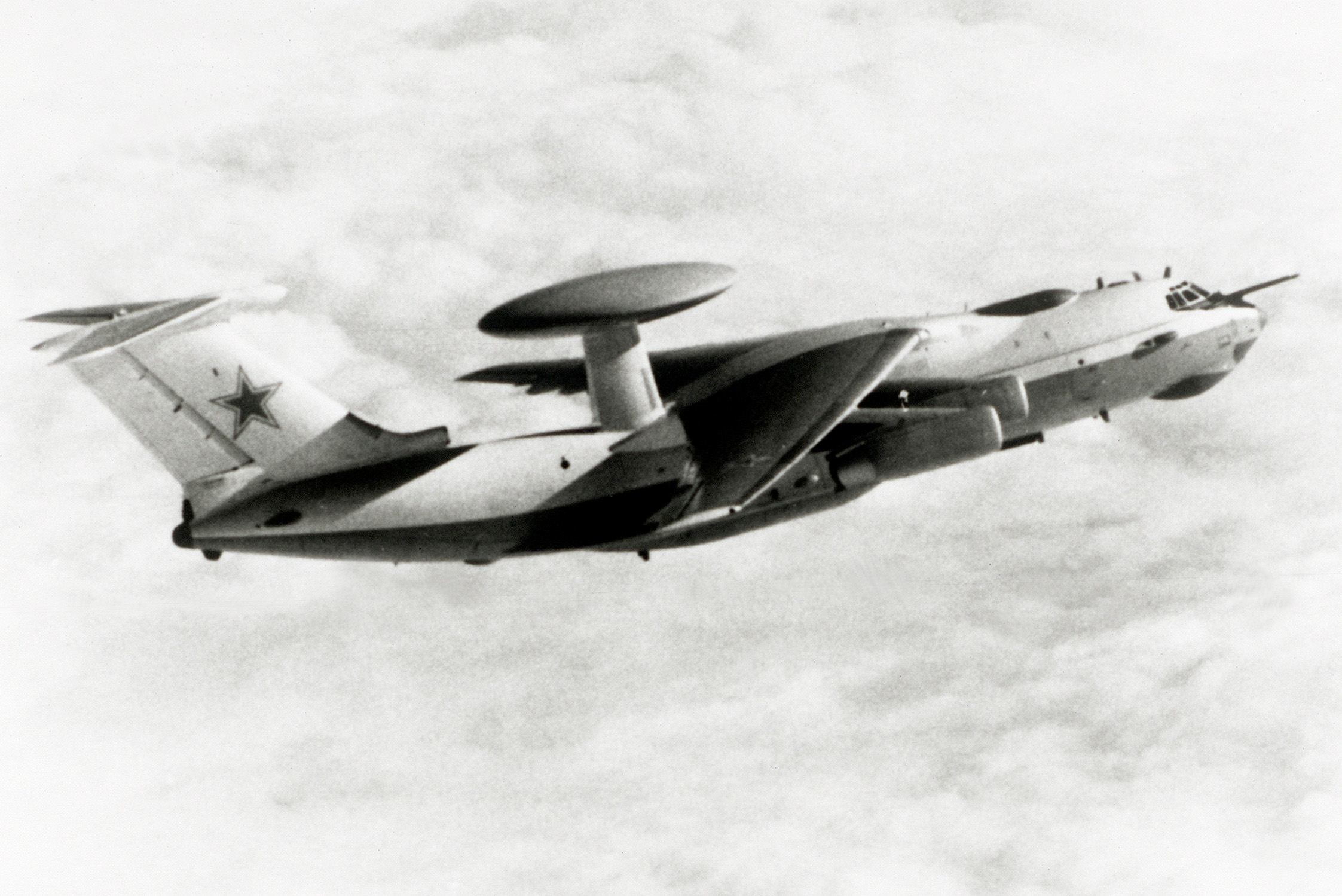
A-50早期警戒機

### 編成
第二次世界大戦（大祖国戦争）時には赤軍防空軍がソ連国土の防空任務に当たっていたが、1948年に再編されて新たな防空専門組織が編成された。国土防空軍と命名されたこの組織は、西側諸国の防空組織と異なり、空軍の中の一組織ではなく、空軍とは別個の組織であり、これのみで独立した軍組織であった。
防空軍は独自の指揮系統、訓練組織、レーダー及び通信サイトを保有していた。防空兵器として地対空ミサイルと迎撃機（戦闘機）を保有、そのほかにも支援機材としてヘリコプターや輸送機、練習機などを保有していた。防空軍の戦闘機は「迎撃戦闘機」と呼ばれ、空軍の同世代の戦闘機（「前線戦闘機」）よりも高度な電子機材を搭載していた。迎撃戦闘機の航空隊組織は、防空軍戦闘航空隊（IA PVO；ИА ПВО）と呼ばれた。一方、広大なソ連領土の防空任務に必要不可欠となるはずの早期警戒機の整備は遅れ、基本的に迎撃戦闘機は地上からの管制下で防空任務に当たることとなっていた。また、ソ連の迎撃戦闘機自体に関しても、可能な限り長距離を飛行でき、長距離の目標を探知できるレーダー・ステーションを搭載するような機体となるよう開発努力が続けられた。特に、飛行場のまばらな東シベリアや極東地方の防空は困難な課題であった。

### 任務
防空軍の主な任務は領土上空に侵入してくる不審機の迎撃で、場合によっては機体の撃墜に到ったこともあった。ソ連上空に侵入してきた主な機種はU-2のような偵察機と軍用偵察気球であったが、そのほかに民間機が迷い込んでくることも少なくなかった。防空軍戦闘機は多くの気球といくつかの軍用機を実際に撃墜していたが、大韓航空機撃墜事件に代表されるような民間機の撃墜や強制着陸も何度か発生した。そのほか、重要な任務として敵の戦略爆撃機やミサイルの迎撃訓練も行っていたが、こうした機体が国土に飛来する事態は発生しなかった。

### 改編
1981年には組織改編が行われ、多くの機関は空軍へ移管された。名称も国土防空軍から防空軍に変更された。
1991年8月19日に発生したソ連8月クーデターにおいて、ソ連空軍はボリス・エリツィン ロシア共和国大統領ら改革推進派側についたのに対し、防空軍は保守派側に味方し敗北を喫した。

### 終焉
ソビエト連邦の崩壊後のロシアでもクーデターに賛同した防空軍は冷遇された。ロシアでは、1998年に防空軍はついにロシア空軍に吸収合併され、ソ連時代からのその歴史に幕を下ろした。なお、ロシア語では元々単に「防空軍」であるので国号が変わっても組織の正式名称に変更はなかった。ウクライナでは2004年まで軍の組織内で独立を保ったが、この年に空軍へ統合された。ベラルーシでは、航空部隊はすべて空軍及び防空軍に統合されており、現在でも防空軍の名称は残されている。カザフスタンでは、防空軍は空軍と別組織となっていた。なお、同国防空軍はソ連、ロシア以外で長距離迎撃戦闘機MiG-31を運用する唯一の軍隊であった。

### 祭日
ソ連時代、4月10日は「国土防空軍の日」（День Войск ПВО Страныヂェーニ・ヴォーイスク・ペーヴェーオー・ストラヌィー）であった。

## 主な運用航空機

### 迎撃戦闘機
- La-15
- MiG-9
- MiG-15/bis
- MiG-17/F/P/PF/PFU
- MiG-19/S/P/PM
- MiG-21PF/PFM/S/SM/bis
- MiG-23P/MLD
- MiG-25P/PD/PDS
- MiG-29/S
- MiG-31/B/D
- Su-9
- Su-11
- Su-15/T/TM
- Su-27/P/S
- Tu-128
- Yak-25
- Yak-28P

### 早期警戒機
- Tu-126
- A-50

この他、Mi-2、Mi-6、Mi-8などのヘリコプター、L-39などの練習機、An-2などの輸送機を保有。

## 主な地対空ミサイル
- S-25（SA-1 ギルド）
- S-75（SA-2 ガイドライン）
- S-125（SA-3 ゴア）
- S-200（SA-5 ガモン）
- S-300（SA-10 グランブル）
- A-350（ABM-1 ガロッシュ）

## 歴代総司令官
| 職名     | 氏名                   | 階級       | 在任期間      | 出身校                 | 前職             |
| -------- | ---------------------- | ---------- | ------------- | ---------------------- | ---------------- |
| 司令官   | レオニード・ゴヴォロフ | ソ連邦元帥 | 1948.7-1952.7 | コンスタンチン砲兵学校 | 軍事省次官       |
| 総司令官 | レオニード・ゴヴォロフ | ソ連邦元帥 | 1954.5-1955.3 | コンスタンチン砲兵学校 | 戦闘訓練担当次官 |